# Odder község
Odder község (dánul: Odder Kommune) Dánia 98 községének (kommune, helyi önkormányzattal rendelkező közigazgatási egység) egyike. A Midtjylland régióban található. Odder község Horsens, Skanderborg és Aarhus községekkel határos. Lakosainak száma 22 131 fő (2016).